# Fossa poplítea
A fossa poplítea é uma depressão rasa localizada na parte posterior da articulação do joelho. Os ossos da fossa poplítea são o fêmur e a tíbia. Como outras superfícies de flexão de grandes articulações (virilha, axila, fossa cubital e essencialmente a parte anterior do pescoço), é uma área onde os vasos sanguíneos e os nervos passam de forma superficial e contém um número aumentado de nódulos linfáticos.

## Estrutura

### Limites
Os limites da fossa são:
|          | Medial                                                       | Lateral                                                                          |
| -------- | ------------------------------------------------------------ | -------------------------------------------------------------------------------- |
| Superior | superior e medial: os músculos semitendíneo e semimembranoso | superior e lateral: o músculo bíceps da coxa                                     |
| Inferior | inferior e medial: a cabeça medial do músculo gastrocnêmio   | inferior e lateral: a cabeça lateral do músculo gastrocnêmio e o músculo plantar |

### Teto
Movendo-se de estruturas superficiais para profundas, o teto da fossa é formado por:
1. a pele.[1]
2. a fáscia superficial. Esta contém a veia safena parva, o ramo terminal do nervo cutâneo posterior da coxa, divisão posterior do nervo cutâneo medial, nervo cutâneo sural lateral e nervo cutâneo sural medial.
3. a fáscia poplítea.[2]

Assoalho
O assoalho da fossa é formado por:
1. a superfície poplítea do fêmur.[2]
2. a cápsula articulaa do joelho e o ligamento poplíteo oblíquo.
3. forte fáscia cobrindo o músculo poplíteo.

### Conteúdo
As estruturas dentro da fossa poplítea incluem, (de superficial a profunda):
- nervo tibial
- nervo fibular comum
- veia poplítea
- artéria poplítea, uma continuação da artéria femoral
- veia safena parva (terminação)[3]
- Linfonodos poplíteos e vasos

É importante notar que o nervo fibular comum também começa no ângulo superior da fossa poplítea.

## Galeria

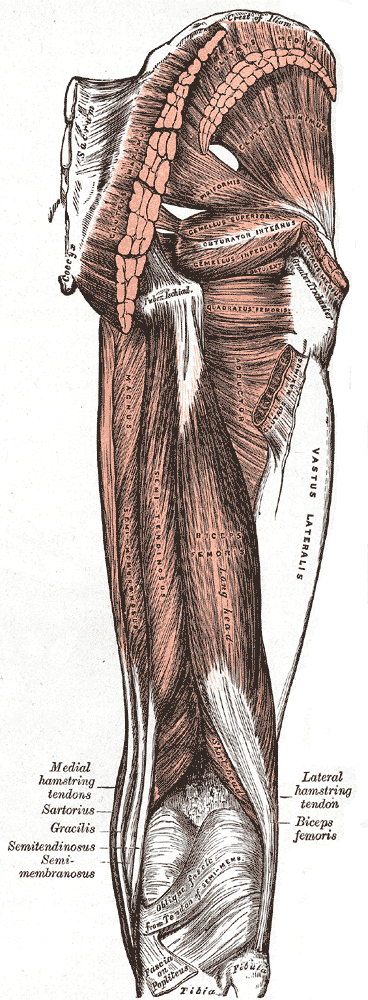
Músculos das regiões glútea e femoral posterior.
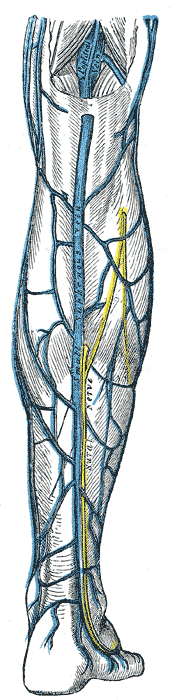
Veia safena parva e suas afluentes.
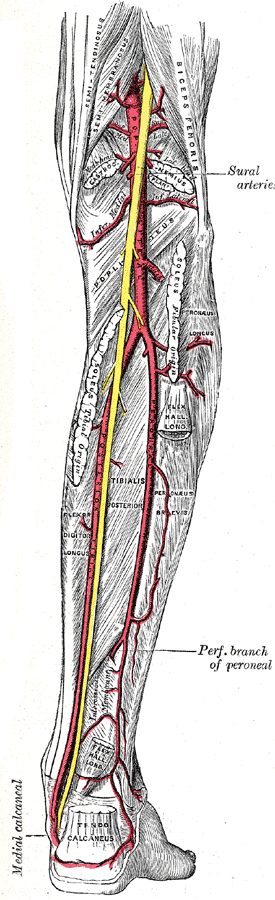
As artérias poplítea, tibial posterior e fibular.
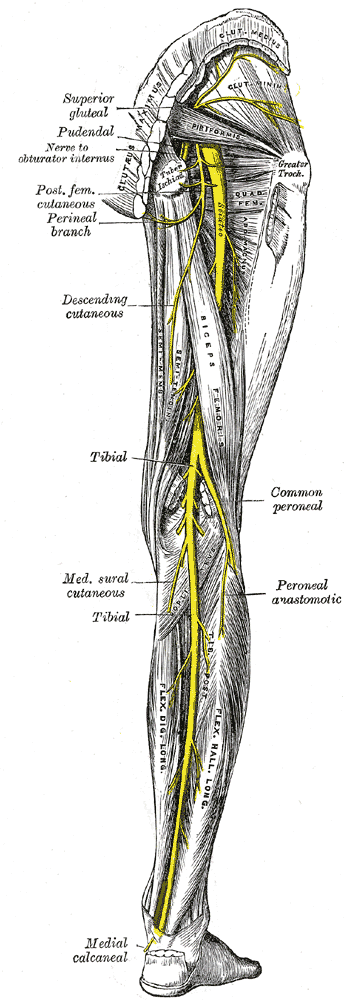
Nervos da extremidade inferior direita Vista posterior.
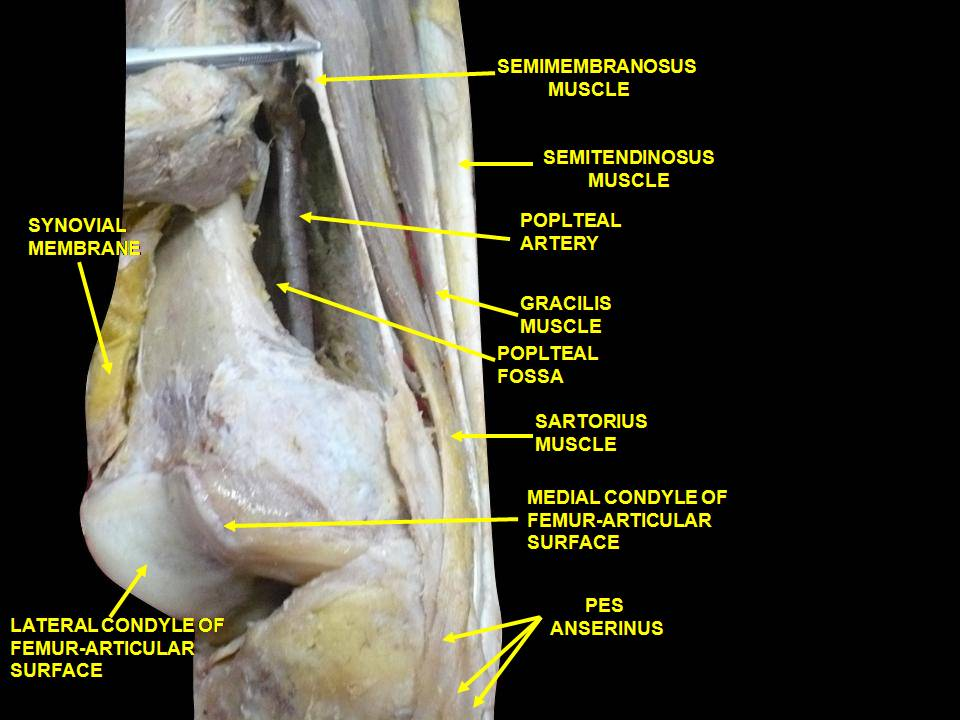
Músculos da coxa. Vista lateral.